# Liste der südkoreanischen Botschafter in Deutschland
Der südkoreanische Botschafter in Berlin vertritt die Regierung in Seoul bei der Regierung der Bundesrepublik Deutschland.
- Er führt seine Amtsgeschäfte in der Botschaft der Republik Korea in Berlin.

- 22. August 1958:  Son Won-il 손원일
- 21. November 1960:  Jun Kyu-hong 전규홍
- 4. Juli 1961:  Eung - Kyun Shin 신응균  General
- 27. August 1963:  Choe Dok-sin 최덕신
- 9. September 1967:  Young Choo Kim 김영주
- 8. März 1974:  Chin Pil Shik 진필식
- 17. September 1975:  Chang Hee Lee 이창희
- 2. September 1980:  Rhie Moon-yong 이문용
- 26. November 1981:  Kwang-Jung Song 송광정
- 9. Mai 1984:  Soon Kun Chung 정순근
- 13. Mai 1987:  Shin Chung-sup 신정섭
- 5. März 1990:  Dong Won Shin 신동원(申東元, 1933 ~ )
- 4. Mai 1993:  Tae Zhee Kim 김태지  (20. Februar 1935)
- 4. Februar 1995:  Soon-Young Hong 홍순영   (30. Januar 1937 bis 30. April 2014)
- 7. Mai 1998:  Ki-Choo Lee 이기주(李祺周, 1936 ~ )
- 24. Oktober 2000:  Hwang Won-tak 황원탁
- 18. Juni 2003:  Youngmin Kwon 권영민
- 15. Juni 2005:  Lee Soo-hyuk 이수혁 (외교관)
- 26. März 2007:  Jung-Il Choi 최정일
- 3. März 2010:  Tae-Young Moon 문태영 (1953년)  (* 12. September 1953, Busan)
- 4. September 2012:  Kim Jae-Shin 김재신(金在信, 1957 ~ )
- 20. April 2015:  Kim Jae-Shin 이경수 (1958년)
- 26. Januar 2018: Jong Bum-goo[1]
- 24. Oktober 2022: Kim Hong-kyun[2]
- 14. Februar 2024: Lim Sang-beom[3]